# TW Piscis Austrini
TW Piscis Austrini (auch Fomalhaut B) ist ein Hauptreihenstern der Spektralklasse K in einer Entfernung von etwa 25 Lichtjahren. Er ist der Begleiter von Fomalhaut A. Der Stern sollte nicht verwechselt werden mit dem Objekt Fomalhaut b, das Fomalhaut A in großer Distanz umkreist.

## Eigenschaften
Der Stern gehört zu den rotationsveränderlichen BY-Draconis-Sternen und hat eine Periode der Helligkeitsschwankungen von 10,3 Tagen. Dass der Stern gravitativ an Fomalhaut A gebunden ist, war schon seit 1938 von Luyten vermutet worden, konnte aber erst in kürzerer Zeit bestätigt werden.
Obwohl der Stern wesentlich leuchtschwächer ist als Fomalhaut A, ist er aufgrund seiner großen Nähe zum Sonnensystem immer noch hell genug, um im Bright-Star-Katalog zu erscheinen.